# Сока (Банлок)
Сока (рум. Soca) је село у општини Банлок, која припада округу Тимиш у Републици Румунији. Насеље је значајно по присутној српској националној мањини у Румунији.

## Положај насеља
Село Сока се налази у источном, румунском Банату, на 15 км од Србије. Сеоски атар је потпуно равничарског карактера.

## Прошлост
Најстарији помен насеља у папским документима 1333. године. По "Румунској енциклопедији" ново село су за време Турака основали досељеници Срби. По аустријском попису из 1717. године записано је 30 српских кућа.
"Соке" су 1764. године православна парохија Гиладског протопрезвирата. Царски ревизор Ерлер је 1774. године констатовао да је место Сока (Socka) мешовитог националног састава, са Србима и Румунима и припада Јаручком округу. Када је 1797. године пописан православни клир у Соки је био само један свештенк. Парох поп Исак Поповић рукоположен 1788. године служио се српским и румунским језиком.
Место је било од 1781. године посед племића Лазара Карачонија, који је подигао дворац Банлок.
Парохија у Соки је 1846. године била у Чаковачком протопрезвирату, и имала 880 православних житеља. Двадесет година касније, 1867. у месту је 906 православаца. Српска црквена општина у Соки је 1899. године била потписник захтева за сазивање српског црквено-народног сабора у Карловцима.
Године 1905. Сока је велика општина у Банлачком срезу. Ту живи 976 становника у 182 дома. То српско месту којих има 880 православних душа (или 90%) са 172 куће. Од српских јавних здања постоји православна црква и народна школа. На пошту и због брзојава су морали становници ићи у Банлок.
У септембру 1921, у време повлачења границе између Краљевине СХС и Румуније, депутације села Гај и Сока су долазиле у Београд да траже останак на територији КСХС.

## Црква и школа
На месту старог храма из 1744. године, подигнут је нови 1903. године, посвећен празнику Св. великомученика Димитрија. Стари иконостас је био рад непознатог зографа из 18. века, а ни садашњег није познат иконописац (1910-1912). 
По државном шематизму православног клира из 1846. године, каже се да је православно парохијско звање основано у Соки у 18. веку, а матрикуле крштених и венчаних воде се од 1789. године, а умрлих од 1808. године. При православном храму посвећеном Св. Димитрију, те 1846. године, служио је месни парох поп Христифор Комненовић. Ту се у храму чувају старе књиге из 18. века: Св. Јеванђеље из 1727. године, затим два Требника из 1728. године и србљак 1765. године. Из пописа католичке Чанадске бискупије из 1861. године у Соки (Szoki) је било 25 католика, 6 Јевреја и 983 православних житеља.
По протопрезвитерском извештаја са краја 1891. године у Соки је следеће стање: има једна црква са једним свештеником, а 830 православних парохијана Срба станује у 160 српских кућа. Румуни се не помињу у табели. Овсеница је тада њена парохијска филијала, са црквом али без свештеника, у којој живи 98 Срба у 17 кућа. У парохији сочанској 1892. године расписан је стечај за пароха. Стари парох Милић је тада отишао у мировину, са припадајућом пензијом од 400 ф. Администратор Парохије поп Коста Лазић осуђен је због бесправно потрошеног новца црквене општине. Епархијске власти су 1896. године интервенисале у Соки да се плата свештеника уредније исплаћује, а прописана је на 400 ф. Српска црквена општина у Соки је 1897. године купила парохијски дом. Због сиромаштва општина је примила 100 ф. припомоћи из епархијских фондова. Она је исте године узела зајам од 1500 ф. за куповину некретнина и радове. Поп Лазић је 1898. године прешао у Фердин, а дошао у Соку јеромонах Серафим Рајковић. Те 1898. године је требало да уђе у парохију за администратора, јереј Миливоје Јовановић. Почетком 20. века ту је српска црквена општина, скупштина је редовна, под председништвом Совре Васића. Парох је поп Александар Поповић родом из Модоша, који је две године у месту. То је парохија најниже шесте класе, има српско православно гробље и парохијску сесију од 28 кј. земље. Тражен је свештеник 1906. године за парохији шесте класе у Соки.
Сокинска народна школа је 1846. године имала само 12 ученика, којима је предавао учитељ Георгије Живановић. По извештају из 1864. године ту је већ радио учитељ Јован Јоцковић, па је поново "наименован". Јоцковић је још 1841. године завршио препарандију, али када је примљен ту, 1863. године му је признат само статус суплента, и морао је до краја 1864. године да положи у препарандији у Сомбору учитељски испит. До тога није дошло јер је учитељ показао сведочанство о том раније положеном испиту, који је био загубљен. Општина Сока је 1867. године уплатила прилог за Школски фонд у износу од 89 ф. Деведесетих година 19. века сваке године се отвара стечај за учитеља, што говори о сиромаштву и неатрактивном месту за рад учитеља. Плата соканског учитеља 1891. године је износила 150 ф. Наређено је 1900. године црквеној општини у Соки да школу оправи. По конкурсу из 1902. године види се да у Соки постоје две четвороразредне српске вероисповедне школе (мушка и женска). Председник Школског одбора је Совра Васић, школски управитрљ Живан Гађански а старатељ школски Светозар Стојић. Школа у Соки 1905. године има једно школско здање подигнуто 1876. године. Редовну наставу похађа 1905. године 88 ученика, а у недељну школу долази 30 ђака старијег узраста. 
Учитељи сокинске вероисповедне школе: Драгољуб Вијатовић привремени (1891), Живко Жива Марковић родом из Самоша (1902-1907) и др.

## Становништво
По последњем попису из 2002. године село Сока имало је 537 становника. Последњих деценија број становништва опада.
Село је некада било претежно настањено Србима, али су они данас мањина. Већина су постали Украјинци, досељени из других делова Румуније. Национални састав на појединим пописима био је следећи:
| Година пописа | 1910. год.  | 1992. год.  | 2002. год.  |
| Укупно ст.    | 1.065       | 535         | 537         |
| Срби          | 906 (85,1%) | 177 (33,1%) | 122 (22,7%) |
| Румуни        | 102 (9,6%)  | 103 (19,3%) | 130 (24,2%) |
| Украјинци     | - (0,0%)    | 253 (47,3%) | 283 (52,7%) |
| остали        | 57 (5,4%)   | 2 (0,4%)    | 2 (0,4%)    |